# Liste der Monuments historiques in Dingé
Die Liste der Monuments historiques in Dingé führt die Monuments historiques in der französischen Gemeinde Dingé auf.

## Liste der Objekte
| Bezeichnung                    | Beschreibung                                  | Standort                           | Kennzeichnung | Schutzstatus | Datum | Bild |
| ------------------------------ | --------------------------------------------- | ---------------------------------- | ------------- | ------------ | ----- | ---- |
| Skulptur des Erzengels Michael | Stein, polychrom gefasst, 13./14. Jahrhundert | in der Kirche St-Symphorien (Lage) | PM35000157    | Classé       | 1948  |      |